# Шахтный подъём

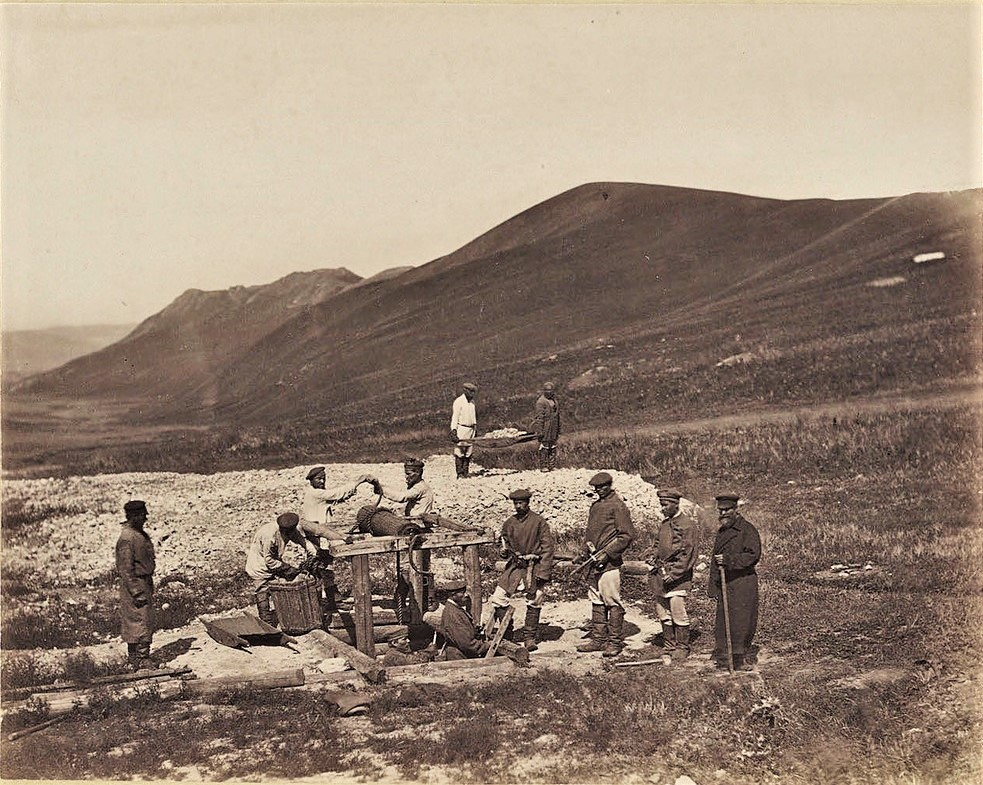
Спуск каторжан в шахту. Савинский рудник Горно-Зерентуйской дистанции Нерчинского горного округа. 1891 год.

Ша́хтный подъём (рудни́чный подъём) — совокупность машин и механизмов, предназначенных для выдачи добытого под землей полезного ископаемого на дневную поверхность из шахт, а также подъёма (спуска) людей и грузов по вертикальным и наклонным шахтным стволам.

## История
Появление первой рудничной подъёмной машины следует отнести к моменту возникновения горного дела. Первые рудничные подъёмные устройства имели примитивную конструкцию в виде деревянного во́рота с вертикально или горизонтально расположенным барабаном, приводимым в движение мускульной силой людей или животных, а позже гидравлической энергией.

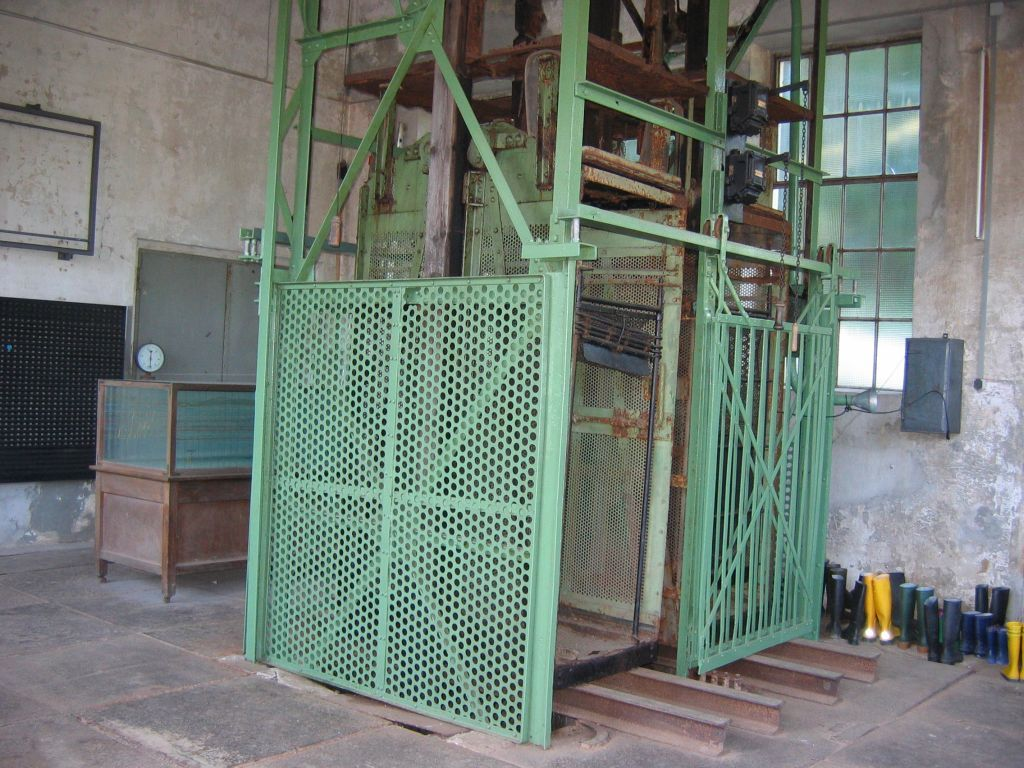

С появлением паровых двигателей рудничная подъёмная машина подвергается коренному изменению, достигая высокой степени технического совершенства. Однако уже в 1891 году устанавливается первая электрическая подъёмная машина, ознаменовав новую эпоху в развитии рудничных подъёмных машин. Совершенствование электрических подъёмных машин особо интенсифицировалось с начала XX столетия и продолжается до сих пор.

Деревянный ворот с горизонтальным барабаном

Конный ворот с вертикальным барабаном

## Классификация
Установки шахтного подъёма различают:
1. По назначению:
  - главные (для подъёма полезного ископаемого, а также породы на поверхность);
  - вспомогательные (для подъёма и спуска людей и различных грузов);
  - проходческие (при проходке и углубке стволов шахты);
  - инспекторские или аварийные (для ревизии ствола и подъёма людей в аварийных случаях).
2. По типу подъёмных сосудов — клетевые, скиповые и бадьевые.
3. По уравновешиванию массы подъёмных канатов:
  - система неуравновешенная,
  - статически уравновешенная и
  - динамически уравновешенная.
4. По типу органов навивки подъёмного каната:
  - с постоянным радиусом навивки (цилиндрические барабаны, шкивы трения) и
  - с переменным радиусом навивки (бицилиндроконические барабаны).

На подъёмных машинах применяются электродвигатели мощностью до 5000 кВт и более. Асинхронные электродвигатели переменного тока получили распространение на скиповых подъёмах мощностью до 1800—2000 кВт и на клетевых — мощностью до 800—1000 кВт. При бо́льших мощностях подъёма обычно используются электродвигатели постоянного тока.
При подъёме грузов технически и экономически рациональна максимальная скорость, как правило, до 20 м/сек, при подъёме людей — до 12 м/сек.
Особую группу среди установок шахтного подъёма занимают многоканатные подъёмные машины.

## Многоканатные подъёмные машины
Многоканатные подъёмные машины так же, как и одноканатные машины со шкивами трения, основаны на принципе использования сил трения, развивающихся между канатами и футеровкой ведущих шкивов. Разница заключается в том, что в одноканатных подъёмных установках со шкивами трения подъёмные сосуды крепят к одному канату, перекинутому через шкив трения подъёмной машины, а в многоканатных установках — к нескольким канатам, перекинутым через общий многоручейный шкив трения.
Применение нескольких канатов вместо одного ведёт к значительному уменьшению диаметра приводного шкива машины, к упрощению или полному упразднению редукторов, уменьшается также и общая масса машины, а, следовательно, и стоимость.
Многоканатные машины применяют для двухскиповых или двухклетевых подъёмов, а также для однососудных подъёмов с противовесом, применяемых, в частности, при одновременном обслуживании нескольких горизонтов. При этом упрощается схема автоматизации, уменьшается влияние вытяжки канатов на работу подъёма и повышается запас на нескольжение канатов по приводным шкивам, что особенно важно для шахт небольшой глубины. Многоканатные машины различают башенного (с установкой на башенных копрах, сооружаемых непосредственно над стволами шахт), или наземного исполнения. При башенной установке существенно уменьшается площадь необходимая для размещения надшахтных сооружений и обеспечивается надежная круглогодичная эксплуатация машин. Наземные многоканатные машины обеспечивают снижение капитальных затрат при новом строительстве за счет применения укосных металлических копров вместо железобетонных башенных и уменьшения поверхностных строительных зданий и фундаментов связи с отказом от использования имеющих повышенные габариты и вес барабанных подъёмных машин большой грузоподъёмности и канатоёмкости.
Многоканатные подъёмные машины наиболее широко применяются на Украине, в России, Швеции, Германии, Англии, Канаде и Южной Африке. Техническая характеристика и устройство машин в разных странах существенно различаются. Некоторые отдельные многоканатные подъёмные машины имеют оригинальные узлы и компоновку, учитывающие особенности конкретной шахты.